# Mutinerie de la prison de Hama
Guerre civile syrienne
La mutinerie de la prison de Hama a lieu dans la prison de Hama dans l'ouest de la Syrie au mois de mai 2016 dans le contexte de la guerre civile syrienne. Cette mutinerie regroupe 875 détenus politiques, dont 40 condamnés à mort, sur plus de 1 200 incarcérés dans cette prison. Elle débute le 2 mai 2016 avec la prise en otage par les détenus d'une dizaine de gardiens et policiers, et le directeur de la prison et dure une semaine. Le 9 mai, un accord est trouvé entre les mutins et les autorités syriennes qui acceptent de libérer la majorité des détenus engagés dans cette mutinerie, ce qui met fin au conflit. Mais cet accord n'est pas respecté par le gouvernement syrien qui ne libère qu'une minorité des détenus qu'il s'était engagé à libérer, ce qui provoque une nouvelle mutinerie deux semaines plus tard. Celle-ci est toutefois rapidement stoppée par un nouveau blocus des autorités syriennes privant les détenus d'eau, de nourriture et d'électricité, contraignant ces derniers à une reddition rapide.

## Contexte
La mutinerie éclate lors de la cinquième année de la guerre civile syrienne, déclenchée par la répression par le régime syrien d'un soulèvement populaire en 2011 dans le contexte des printemps arabes. Cette répression fait plusieurs centaines de milliers de morts, tout en augmentant fortement le nombre d'arrestations d'opposants, dont près de 200.000 sont détenus dans les prisons du régime entre 2011 et 2016.  Au niveau local, l'histoire de Hama est marquée par un massacre perpétré en 1982 par les autorités syriennes — en représailles d'une révolte — sous le commandement de Rifaat al-Assad, frère cadet d'Hafez al-Assad, ancien chef d'État, lui-même père de Bachar el-Assad, au pouvoir lors de la guerre civile syrienne. Après la révolution syrienne dont la répression déclenche la guerre civile, l'aéroport militaire de Hama est également transformé en prison, où de nombreux cas de torture sont signalés.
De précédentes révoltes de détenus ont par ailleurs déjà eu lieu dans la prison centrale de Hama en 2008, 2011 et en 2015, mais ces dernières avaient été réprimées sans que les détenus ne parviennent à prendre le contrôle de la prison, comme c'est le cas lors de celle de mai 2016. Cette dernière éclate en réaction à l'annonce du transfert de plusieurs détenus dont au moins cinq condamnés à mort dont ils craignent l’exécution prochaine, à la prison militaire de Sednaya, située au nord de Damas. Selon Human Rights Watch, cette prison, décrite comme un « goulag », est un centre de torture et d'assassinats politiques qui détiendrait près de 4 000 prisonniers politiques,. Selon des témoignages ultérieurs d'anciens détenus ayant participé à cette révolte, leur colère a été exacerbée car le juge ayant prononcé les condamnations à mort aurait accepté un pot de vin versé par les familles des condamnés pour que les peines ne soient pas appliquées, sans tenir parole.

## Chronologie des événements

### Première mutinerie (du 2 au 9 mai)
La mutinerie de la prison de Hama commence le lundi 2 mai 2016 à la mi-journée, lorsqu'un partie des prisonniers prend en otage une dizaine de gardiens et policiers, ainsi que le directeur de la prison. Les mutins détruisent toutes les portes qui séparent les cellules, afin de rendre impossible toute reprise de contrôle total de la prison par les forces de sécurité, même en cas de reddition. Dans un communiqué, les prisonniers exigent la libération des détenus qui doivent être transférés à Sednaya, la fin des exécutions extrajudiciaires à Hama, et des procès équitables pour tous les détenus. Ils demandent également à ce que la Croix-Rouge internationale soit autorisée à entrer dans la prison pour apporter des soins aux détenus et leur évite des représailles fatalement sanglantes. Ils demandent enfin l’arrêt des bombardements à Alep et l’application de la résolution 2254 du Conseil de sécurité de l’ONU. adoptée en décembre 2015, qui appelle à une transition politique en Syrie sur la base d’un cessez-le-feu dont sont exclus les groupes jihadistes.  
Les forces de sécurité syriennes envoient 1 500 soldats pour encercler la prison (dont des tireurs d'élite postés sur les toits), coupent l'eau et l'électricité, et tirent des bombes lacrymogènes par dessus les murs d’enceinte. Le soir de ce premier jour de mutinerie, ces dernières lancent un assaut, mais celui-ci est un échec, car tous les accès et portes de la prison sont fermés et barricadés par les prisonniers. Plusieurs détenus sont néanmoins blessés dans les affrontements et des départs d'incendies sont constatés.  Le groupe rebelle armé Ajnad Al-Cham, opérant près de Hama, menace de bombarder les milices gouvernementales dans les localités alentour en réponse aux mauvais traitements subis par les détenus,. 
Après ce premier échec, des négociations aboutissent le mardi 3 mai au soir à un accord pour une trêve de 24 heures, lors de laquelle le régime s’engage à ne pas donner l’assaut et les prisonniers à ne pas s’en prendre aux gardiens et policiers qu’ils détiennent. Une trentaine de détenus politiques est libérée par le régime, qui fait parvenir aux mutins une nouvelle liste d'une nouvelle liste d’une vingtaine de détenus qu’il est prêt à laisser partir. Mais ces derniers refusent cette discussion au cas par cas, et réclament la libération de tous, sous supervision de la Croix-Rouge ou de l’ONU, et leur transfert vers les zones du pays sous contrôle rebelle.
Mercredi 4 mai, une vidéo de l’intérieur des bâtiments est publiée, montrant des militaires et miliciens dans la cour de la prison, tandis qu'un détenu appelle les groupes rebelles armés à soutenir les mutins en maintenant la pression sur les forces du régime. 
Jeudi 5 mai, les négociations se poursuivent dans un climat de forte tension, en raison du blocus des forces syriennes, tandis que les détenus restent en alerte, craignant un nouvel assaut de ces dernières. 
Vendredi 6 mai, après avoir libéré pendant la semaine 46 prisonniers, les forces de sécurité syriennes lancent un nouvel assaut pour reprendre le contrôle de la prison, mais échouent à nouveau, bien qu'une partie réussisse cette fois à entrer dans le complexe pénitentiaire. Une vidéo est partagée par des militants sur internet montrant un long couloir sombre, des flammes et de la fumée tandis qu'un détenu parle de « cas de suffocation aigus ». Pour augmenter la pression sur les détenus mutinés, des forces de sécurité restent à l'intérieur de la prison (mais hors des geôles), et prennent à leur tour des otages parmi leurs proches rassemblés, inquiets, autour des bâtiments. 
Le lendemain, constatant l'impossibilité de renverser rapidement la situation, et étant déjà mobilisées sur de nombreux fronts dans le contexte de la guerre civile qui fait rage, les autorités syriennes reprennent les négociations. Lundi 9 mai, la BBC annonce avoir été informée par Sheikh Nawwaf al-Melhem, une personnalité de l'opposition politique syrienne, qu'un accord a été trouvé la veille pour mettre fin à la mutinerie. Un communiqué du ministère de l’Intérieur semble confirmer cet accord, qui stipule notamment que les autorités acceptent la libération des prisonniers détenus sans inculpation. Dans la foulée de la conclusion de cet accord, la fourniture de vivres et d'eau aux prisonniers est rétablie.
Mardi 10 mai, l'Observatoire syrien des droits de l'homme déclare que le calme est revenu dans la prison de Hama. Mais cet accord, qui provoque l’étonnement de plusieurs analystes rappelant que le régime syrien est habituellement peu enclin à négocier, n'est pas respecté par ce dernier. Les autorités syriennes libèrent dans une premier temps une vingtaine de prisonniers par jour, puis réduisent ce rythme, et gardent finalement en détention la plupart des mutins. En outre, plusieurs captifs libérés sont de nouveau arrêtés dans les jours qui suivent, tandis que les forces de sécurité interrogent des détenus pour obtenir les noms de ceux qui ont organisé cette révolte.

### Deuxième mutinerie (du 28 mai au 2 juin)
Le 28 mai, une nouvelle mutinerie éclate dans la même prison lorsque des détenus réussissent de nouveau à capturer plusieurs otages, dont le général de police Ashraf Taha, pour protester contre le non-respect par le gouvernement de l'accord conclu deux semaines plus tôt. Le général capturé se porte volontaire pour servir de médiateur entre les forces de sécurité et les détenus en échange de la libération des autres otages, ce que ces derniers acceptent. Mais un blocus est rétabli par les autorités syriennes, jusqu'à l'obtention de la libération du général Ashraf Taha par les mutins en échange du rétablissement de l'eau, de l'électricité et de l'approvisionnement en nourriture.

### Suites et conséquences pour les détenus
Les jours suivants, des sources locales syriennes anoncent que le gouvernement syrien aurait proposé à plusieurs détenus de les libérer en échange d'un engagement dans les forces armées syriennes engagées sur plusieurs fronts de la guerre civile. Mais cette condition est inacceptable pour une majorité de détenus, sympathisants ou militants de l'opposition civile ou armée, qui ne peuvent envisager de se battre pour le régime dont ils combattent l'oppression. En septembre toutefois, 84 détenus de la prison de Hama sont libérés à la demande la Russie alliée du régime syrien, souhaitant récupérer en échange les corps de cinq soldats russes dont l'hélicoptère a été abattu un mois plus tôt en zone rebelle,.
En juillet 2017, plus d'un an après ces mutineries, des témoignages de détenus ayant participé à ces événements permettent de noter que ces révoltes ont permis d'améliorer leurs conditions de détention. D'une part car les portes des cellules ayant été détruites, il y a davantage de liberté de circulation à l'intérieur les bâtiments ; d’autre part car les forces de sécurité, pour éviter toute nouvelle prise de risque, restent essentiellement autour des bâtiments et les surveillent de l'extérieur. Par conséquent, les détenus sont plus libres de leurs mouvements, et les violences exercées par les autorités sont plus rares. L'un d'entre eux déclare notamment : « Dans certaines prisons [syriennes], les policiers ont du mal à entrer et à prendre un prisonnier pour le transférer ou l’interroger. Ils doivent venir en groupe pour intervenir dans les cellules. Mais chez nous, ce n'est pas du tout possible. ».

## Réactions

### Réactions en Syrie
Le régime de Bachar el-Assad nie avoir perdu le contrôle de la prison de Hama, et par conséquent toute tentative de reconquête.
Le Haut comité des négociations (HCN), réunissant les principaux groupes rebelles et de l'opposition, appelle la communauté internationale à « assumer ses responsabilités » et à « intervenir pour empêcher un massacre imminent » des détenus dans la prison.
Le Groupe international de soutien à la Syrie déclare mi-mai 2016 : « Comme le monde entier l'a appris, la courageuse révolte des prisonniers organisée par les détenus de la prison de Hama a replacé la question des détenus au premier plan des médias et de l'attention internationale ».

### Réactions internationales
En France, le Ministère français des Affaires étrangères fait part de son inquiétude et met en garde contre le risque de « représailles meurtrières de la part du régime », et appelle les alliés de Damas à faire pression pour « pour éviter un nouveau massacre en Syrie ». Toujours en France, l'historien du monde arabe Jean-Pierre Filiu apporte son soutien aux mutins et alerte sur la répression sanglante qu'ils risquent de subir en écrivant : « Le dénouement de la crise de la prison de Hama va bien au-delà de la mutinerie proprement dite. On peut raisonnablement redouter que le régime préfère un bain de sang pour ne pas créer de précédent dans d’autres prisons gouvernementales. ».
L'Organisation des Nations Unies fait également part de sa préoccupation concernant la situation dans la prison de Hama.